# سن الفيل (المتن)
سن الفيل هي إحدى القرى اللبنانية من قرى قضاء المتن في محافظة جبل لبنان. أصبحت من ضواحي بيروت الكبرى.

## التسمية
اسم القرية مُستمد من التسمية السريانية شان دافيلا والتي تعني لون العاج، بسبب لون تربتها الأبيض. وترجح مصادر آخرى كون التسمية ترجع إلى اسم قديس اسمه تيوفيل عاش في الفترة الصليبية فاشتق اسم القرية منه.

## الأحياء
تتألف سن الفيل من أربعة أحياء:
- جسر الباشا
- البلدة
- الحي الجديد
- الحرج